# Steven Lindsey
Steven Wayne Lindsey (Arcadia, 24 agosto 1960) è un ex astronauta statunitense.
Ha partecipato alle missioni dello Space Shuttle: STS-87, STS-95, STS-104, STS-121 e STS-133 comandando le ultime tre.